# Natacha Razafindrakalo
Natacha Razafindrakalo (14 de septiembre de 2003) es una deportista malgache que compite en judo. Ganó una medalla de bronce en los Juegos Panafricanos de 2023, en la categoría de –48 kg.

## Palmarés internacional
| Juegos Panafricanos | Juegos Panafricanos | Juegos Panafricanos | Juegos Panafricanos |
| Año                 | Lugar               | Medalla             | Categoría           |
| ------------------- | ------------------- | ------------------- | ------------------- |
| 2023                | Acra (Ghana)        | Medalla de bronce   | –48 kg              |